# Colposcopia
La colposcopia è un esame che permette la visione ingrandita della cervice uterina, parte più esterna del collo dell'utero.

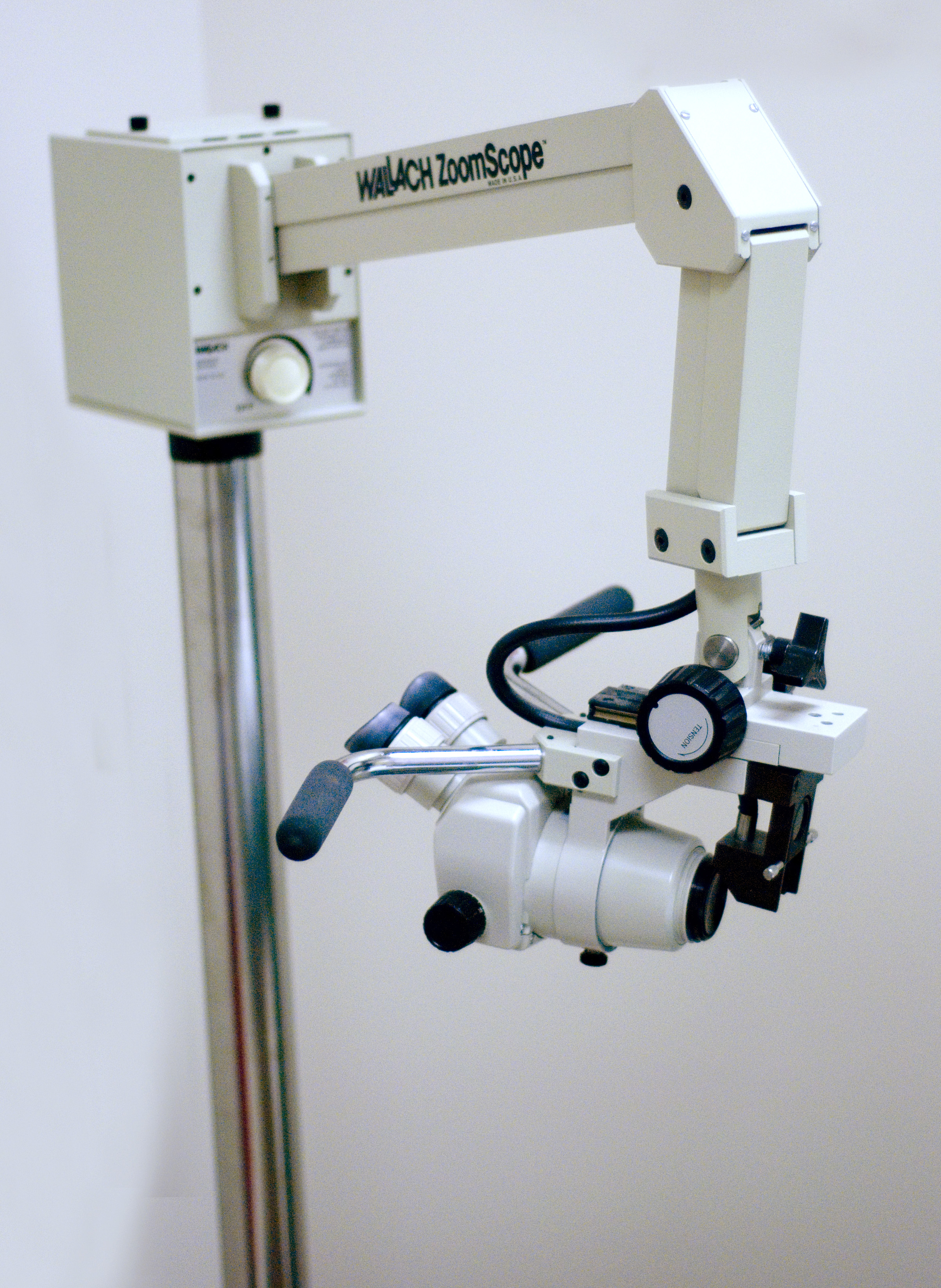
Colposcopio

Mediante il colposcopio, strumento utilizzato per l'esame della superficie di rivestimento della vagina e del collo dell'utero, la visione viene ingrandita da 2 a 60 volte, consentendo al medico di rilevare anomalie, eventuali lesioni, alterazioni o neoplasie che potrebbero sfuggire a una visione a occhio nudo. Valuta la giunzione squamocolonnare attraverso l'immagine ingrandita della portio, dopo detersione con acido acetico e colorazione di Lugol, per mettere in evidenza zone iodo positive e iodo negative.
Nelle zone sospette, per una diagnosi sicura, può essere effettuata una biopsia. L'esame colposcopico si può completare con l'acquisizione di immagini (foto, filmati) permanenti delle aree sospette evidenziate nel corso dell'esame.